# Baiyun
Baiyun (en chino, 白云; pinyin, Báiyún; literalmente, ‘blanca nube’) es un distrito urbano bajo la administración directa de la ciudad-subprovincia de Guangzhou. Se ubica en las orillas del Liuxi, tributario del Río Perla en la Provincia de Cantón, República Popular China. Su área es de 829 km² y su población es de cerca de 1 millón de habitantes.
La ciudad se encuentra cerca al Monte Baiyun del cual recibe su nombre y es atracción turística. El Aeropuerto Internacional Baiyun se ubica en este distrito.

## Administración
El distrito de  Baiyun se divide en 14 subdistritos y 4 poblados:
| Nombre              | Chino      | Pinyin           | Cantones                 |
| ------------------- | ---------- | ---------------- | ------------------------ |
| Jingtai             | 景泰街道   | Jǐngtài Jiēdào   | ging2 tai3 gai1 dou6     |
| Songzhou            | 松洲街道   | Sōngzhōu Jiēdào  | cung4 zeo1 gai1 dou6     |
| Tongde              | 同德街道   | Tóngdé Jiēdào    | tung4 deg1 gai1 dou6     |
| Huangshi            | 黄石街道   | Huángshí Jiēdào  | wong4 ség6 gai1 dou6     |
| Tangjing            | 棠景街道   | Tángjǐng Jiēdào  | tong4 ging2 gai1 dou6    |
| Xinshi              | 新市街道   | Xīnshì Jiēdào    | san1 si5 gai1 dou6       |
| Sanyuanli           | 三元里街道 | Sānyuánlǐ Jiēdào | sam1 yun4 léi5 gai1 dou6 |
| Tonghe              | 同和街道   | Tónghé Jiēdào    | tung4 wo4 gai1 dou6      |
| Jingxi              | 京溪街道   | Jīngxī Jiēdào    | ging1 kei1 gai1 dou6     |
| Yongping            | 永平街道   | Yǒngpíng Jiēdào  | wing5 ping4 gai1 dou6    |
| Junhe               | 均禾街道   | Jūnhé Jiēdào     | gai1 dou6                |
| Jinsha              | 金沙街道   | Jīnshā Jiēdào    | gem1 sa1 gai1 dou6       |
| Shijing             | 石井街道   | Shíjǐng Jiēdào   | ség6 zéng2 gai1 dou6     |
| Jiahe               | 嘉禾街道   | Jiāhé Jiēdào     | gaa1 wo4 gai1 dou6       |
| Poblado Renhe       | 人和镇     | Rénhé Zhèn       | yen4 wo4 zen3            |
| Poblado Taihe       | 太和镇     | Tàihé Zhèn       | tai3 wo4 zen3            |
| Poblado Jianggao    | 江高镇     | Jiānggāo Zhèn    | gong1 gou1 zen3          |
| Poblado Zhongluotan | 钟落潭镇   | Zhōngluòtán Zhèn | zung1 log6 tam4 zen3     |

## Clima
Debido a su posición geográfica,los patrones climáticos en la siguiente tabla son los mismos de Cantón.
| Parámetros climáticos promedio de Baiyún (1971–2000) | Parámetros climáticos promedio de Baiyún (1971–2000) | Parámetros climáticos promedio de Baiyún (1971–2000) | Parámetros climáticos promedio de Baiyún (1971–2000) | Parámetros climáticos promedio de Baiyún (1971–2000) | Parámetros climáticos promedio de Baiyún (1971–2000) | Parámetros climáticos promedio de Baiyún (1971–2000) | Parámetros climáticos promedio de Baiyún (1971–2000) | Parámetros climáticos promedio de Baiyún (1971–2000) | Parámetros climáticos promedio de Baiyún (1971–2000) | Parámetros climáticos promedio de Baiyún (1971–2000) | Parámetros climáticos promedio de Baiyún (1971–2000) | Parámetros climáticos promedio de Baiyún (1971–2000) | Parámetros climáticos promedio de Baiyún (1971–2000) |
| Mes                                                  | Ene.                                                 | Feb.                                                 | Mar.                                                 | Abr.                                                 | May.                                                 | Jun.                                                 | Jul.                                                 | Ago.                                                 | Sep.                                                 | Oct.                                                 | Nov.                                                 | Dic.                                                 | Anual                                                |
| ---------------------------------------------------- | ---------------------------------------------------- | ---------------------------------------------------- | ---------------------------------------------------- | ---------------------------------------------------- | ---------------------------------------------------- | ---------------------------------------------------- | ---------------------------------------------------- | ---------------------------------------------------- | ---------------------------------------------------- | ---------------------------------------------------- | ---------------------------------------------------- | ---------------------------------------------------- | ---------------------------------------------------- |
| Temp. máx. media (°C)                                | 18.3                                                 | 18.5                                                 | 21.6                                                 | 25.7                                                 | 29.3                                                 | 31.5                                                 | 32.8                                                 | 32.7                                                 | 31.5                                                 | 28.8                                                 | 24.5                                                 | 20.6                                                 | 26.3                                                 |
| Temp. mín. media (°C)                                | 10.3                                                 | 11.7                                                 | 15.2                                                 | 19.5                                                 | 22.7                                                 | 24.8                                                 | 25.5                                                 | 25.4                                                 | 24.0                                                 | 20.8                                                 | 15.9                                                 | 11.5                                                 | 18.9                                                 |
| Lluvias (mm)                                         | 40.9                                                 | 69.4                                                 | 84.7                                                 | 201.2                                                | 283.7                                                | 276.2                                                | 232.5                                                | 227.0                                                | 166.2                                                | 87.3                                                 | 35.4                                                 | 31.6                                                 | 1736.1                                               |
| Días de lluvias (≥ 0.1 mm)                           | 7.5                                                  | 11.2                                                 | 15.0                                                 | 16.3                                                 | 18.3                                                 | 18.2                                                 | 15.9                                                 | 16.8                                                 | 12.5                                                 | 7.1                                                  | 5.5                                                  | 4.9                                                  | 149.2                                                |
| Horas de sol                                         | 118.5                                                | 71.6                                                 | 62.4                                                 | 65.1                                                 | 104.0                                                | 140.2                                                | 202.0                                                | 173.5                                                | 170.2                                                | 181.8                                                | 172.7                                                | 166.0                                                | 1628.0                                               |
| Humedad relativa (%)                                 | 72                                                   | 78                                                   | 82                                                   | 84                                                   | 84                                                   | 84                                                   | 82                                                   | 82                                                   | 78                                                   | 72                                                   | 66                                                   | 66                                                   | 77.5                                                 |
| Fuente: China Meteorological Administration          |                                                      |                                                      |                                                      |                                                      |                                                      |                                                      |                                                      |                                                      |                                                      |                                                      |                                                      |                                                      |                                                      |